# Дискографія MxPx
Це дискографія американського панк-рок гурту MxPx, заснованого у 1992 у місті Брементон, штат Вашингтон, США. Гурт видав дев'ять студійних альбомів, двадцять синглів, п'ять міні-альбомів та багато інших записів.

## Альбоми

### Студійні альбоми
| 1994                                      | Pokinatcha - Видано: 4 жовтня 1994 - Лейбл: Tooth & Nail                                        | —  | —  | —  |      |
| 1995                                      | Teenage Politics - Видано: 4 липня 1995 - Лейбл: Tooth & Nail                                   | —  | —  | 19 |      |
| 1996                                      | Life in General - Видано: 19 листопада 1996 - Лейбл: Tooth & Nail                               | —  | —  | 16 |      |
| 1998                                      | Slowly Going the Way of the Buffalo - Видано: 16 червня 1998 - Лейбл: A&M Records, Tooth & Nail | 99 | —  | 2  | Gold |
| 2000                                      | The Ever Passing Moment - Видано: 16 травня 2000 - Лейбл: Tooth & Nail                          | 56 | —  | 1  |      |
| 2003                                      | Before Everything & After - Видано: 16 вересня 2003 - Лейбл: A&M                                | 51 | —  | —  |      |
| 2005                                      | Panic - Видано: 6 січня 2005 - Лейбл: SideOneDummy                                              | 77 | 3  | 1  |      |
| 2007                                      | Secret Weapon - Видано: 16 липня 2007 - Лейбл: Tooth & Nail                                     | 76 | —  | 1  |      |
| 2009                                      | On the Cover II - Видано: 24 березня 2009 - Лейбл: Tooth & Nail                                 | —  | —  | —  |      |
| 2009                                      | Punk Rawk Christmas - Видано: 1 грудня 2009 - Лейбл: Rock City Recording Company                | -  | —  | -  |      |
| 2012                                      | Plans Within Plans - Видано: 3 квітня 2012 - Лейбл: Rock City Recording Company                 | —  | 45 | 23 |      |
| 2018                                      | MxPx - Видано: 25 липня 2018 - Лейбл: Independent                                               | —  | —  | —  |      |
| «—» означає, що реліз не потрапив у чарт. |                                                                                                 |    |    |    |      |

### Міні-альбоми
| Рік  | Деталі альбому                                                                      | Пікова позиція | Пікова позиція | Пікова позиція | Сертифікація RIAA |
| Рік  | Деталі альбому                                                                      | US             | US Indie       | US Christ      | Сертифікація RIAA |
| ---- | ----------------------------------------------------------------------------------- | -------------- | -------------- | -------------- | ----------------- |
| 1995 | On the Cover - Видано: 28 листопада 1995 - Лейбл: Tooth & Nail                      | —              | —              | 37             |                   |
| 1996 | Move to Bremerton - Видано: 1996 - Лейбл: Tooth & Nail                              | —              | —              | —              |                   |
| 1997 | Small Town Minds - Видано: 1997 - Лейбл: Tooth & Nail                               | —              | —              | —              |                   |
| 2000 | The Broken Bones - Видано: 2000 - Лейбл: Tooth & Nail                               | —              | —              | —              |                   |
| 2001 | The Renaissance EP - Видано: 22 травня 2001 - Лейбл: Fat Wreck Chords               | 128            | 3              | 6              |                   |
| 2001 | Fat Club 7» - Видано: 2001 - Лейбл: Fat Wreck Chords                                | —              | —              | —              |                   |
| 2004 | The AC/EP - Видано: 2004 - Лейбл: SideOneDummy                                      | —              | —              | —              |                   |
| 2009 | Left Coast Punk EP - Видано: 17 листопада 2009 - Лейбл: Rock City Recording Company | —              | —              | —              |                   |

### Концертні альбоми
| 1999                                      | At the Show - Видано: 27 липня 1999 - Лейбл: Tooth & Nail | 189 | — | 5 |  |
| «—» означає, що реліз не потрапив у чарт. |                                                           |     |   |   |  |

### Збірки
| 1998                                      | Let It Happen - Видано: 10 листопада 1998; 21 листопада 2006 (перевидання) - Лейбл: Tooth & Nail | 161 | —  | 9 |  |
| 2002                                      | Ten Years and Running - Видано: 21 травня 2002 - Лейбл: Tooth & Nail                             | 147 | —  | 8 |  |
| 2006                                      | Let's Rock - Видано: 13 вересня 2006 - Лейбл: SideOneDummy                                       | —   | 34 | — |  |
| 2008                                      | The Ultimate Collection - Видано: 11 березня 2008 - Лейбл: Tooth & Nail                          | —   | —  | — |  |
| 2014                                      | The Acoustic Collection - Видано: 6 липня 2014 - Лейбл: Rock City Recording Company              | —   | —  | — |  |
| «—» означає, що реліз не потрапив у чарт. |                                                                                                  |     |    |   |  |

## Відео-альбоми
| Рік  | Деталі альбому                                                                                            |
| ---- | --- |
| 2000 | It Came From Bremerton (VHS) - Видано: 2000 - Лейбл: Universal Music & Video Distribution                 |
| 2004 | B-Movie - Видано: 2004 - Лейбл: SideOneDummy                                                              |
| 2009 | Triple Threat - Видано: 5 березня 2009 - Лейбл: Rock City Recording Company                               |
| 2011 | Both Ends Burning: The Saga Continues… (DVD) - Видано: 8 грудня 2011 - Лейбл: Rock City Recording Company |

## Композиції

### Сингли
| 1994                                      | «Want Ad»                             | —  | Pokinatcha                          |
| 1995                                      | «Teenage Politics»                    | —  | Teenage Politics                    |
| 1995                                      | «Punk Rawk Show»                      | —  | Teenage Politics                    |
| 1996                                      | «Money Tree»                          | —  | Teenage Politics                    |
| 1997                                      | «Doing Time»                          | —  | Life in General                     |
| 1997                                      | «Move to Bremerton»                   | —  | Life in General                     |
| 1998                                      | «Chick Magnet»                        | —  | Life in General                     |
| 1998                                      | «I'm OK, You're OK»                   | —  | Slowly Going the Way of the Buffalo |
| 2000                                      | «Responsibility»                      | 24 | The Ever Passing Moment             |
| 2002                                      | «My Mistake»                          | —  | Ten Years and Running               |
| 2003                                      | «Everything Sucks (When You're Gone)» | —  | Before Everything & After           |
| 2004                                      | «Grey Skies Turn Blue»                | —  | The AC/EP                           |
| 2005                                      | «Heard That Sound»                    | —  | Panic                               |
| 2005                                      | «Wrecking Hotel Rooms»                | —  | Panic                               |
| 2006                                      | «Breathe Deep»                        | —  | Let's Rock                          |
| 2006                                      | «Running out of Time»                 | —  | Let's Rock                          |
| 2006                                      | «Role Remodeling»                     | —  | Let It Happen — Deluxe Edition      |
| 2007                                      | «Secret Weapon»                       | —  | Secret Weapon                       |
| 2007                                      | «You're On Fire»                      | —  | Secret Weapon                       |
| 2007                                      | «Shut It Down»                        | —  | Secret Weapon                       |
| 2008                                      | «Contention»                          | —  | Secret Weapon                       |
| 2009                                      | «End»                                 | —  | Left Coast Punk EP                  |
| 2012                                      | «Far Away»                            | —  | Plans Within Plans                  |
| 2016                                      | «Calm My Craze»                       | —  | Сингли без альбому                  |
| 2016                                      | «They»                                | —  | Сингли без альбому                  |
| 2016                                      | «Another Christmas»                   | —  | Сингли без альбому                  |
| «—» означає, що реліз не потрапив у чарт. |                                       |    |                                     |

### Поява на збірках
- «I Can Be Friends With You» (1996) з Never Say Dinosaur триб'ют альбом на contemporary християнський рок гурт, Petra
- «Scooby Doo» (2002) саундтрек для фільму Скубі-Ду
- «Shout» (2003) кавер пісня та музичне відео як частина релізу Double Secret Probation Edition of Animal House.
- «Wrecking Hotel Rooms (Live)» (2003) з Ozzfest 2003
- «Christmas Night of the Living Dead» (2003) A Santa Cause It's A Punk Rock Christmas
- «The Empire» (2004) написаний спільно з Марком Гоппусом саундтрек для The Passion of the Christ
- «The Setting Sun» (2006) для 3D Realms шутера від першої особи Prey.
- «Hey Porter» кавер для All Aboard: A Tribute to Johnny Cash у 2008.